# Oshawott
Oshawott is een Pokémon van het type Water geïntroduceerd in vijfde generatie van de Pokémon spellen in Pokémon Black en White. Oshawott is gebaseerd op de otter en de soort heeft een witte kop en een turquoise lichaam. Op de buik zit een "scalchop", die door een Oshawott gebruikt kan worden als wapen. Samen met Snivy en Tepig is het een van de Eerste Partner-Pokémon uit de Unova regio. Oshawott evolueert vanaf level 17 in Dewott.

## Ruilkaartenspel
Er bestaan elf standaard Oshawott kaarten, en een ______'s Oshawott kaart. Al deze kaarten hebben het type Water als element.